# Percherons
Pour les articles homonymes, voir Percheron (homonymie).
Les Percherons sont les habitants du Perche, une région naturelle de France. Historiquement, ils sont également les habitants de la province du Perche, qui a disparu en 1790 et dont le territoire ne correspond pas exactement à celui de la région naturelle. La population percheronne représente une part du peuple français.

## Ethnonymie
L'ethnonyme Percherons apparaît sous sa graphie actuelle au minimum dès 1541.

## Anthropologie et ethnologie
Aux environs du VIe siècle av. J.-C., les Ésuviens, Carnutes et Durocasses se partagent le Perche.
En 1611, René Courtin fait la description suivante : les Percherons pensent plus qu'ils ne disent. Il faut reconnaitre que la plupart sont paresseux, appesantis par la douceur et la commodité du pays auquel il s'attachent, faisant valoir chacun sa petite closerie ou métairie, sans pousser leur fortune plus outre et cela tellement que c'est passé en proverbe.
Vers 1793, on soigne mieux la vache ou la jument que la femme ou la fille. Si l'une des deux bêtes est malade, on va vite chercher le vétérinaire et les remèdes. Si la femme ou la fille est alitée, on dit alors : « j'espère » (pour « je crois ») « qu'elle en mourra » et on laisse la pauvre « créature » se débattre avec son pot de cidre et sa fièvre ou sa pleurésie.

### XIXesiècle
En 1823, d'après Adolphe Dureau de la Malle, les habitants du Perche vivent en général comme tous ceux des pays de bocage, dans des maisons isolées au milieu de leurs champs, de leurs prés, de leurs bois, et toujours à côté de leurs cultures. Les villes sont assez éloignées et peu considérables à cette époque, les bourgs sont plus nombreux, sachant que dans ceux-ci, les maisons sont souvent isolées. Aussi les mœurs, les usages et la langue des campagnards, restent presque immuables depuis plusieurs siècles. La fréquentation des habitants des villes ne polit ni n'use leur langage, leurs manières et leurs habitudes. Dans cette région, les vieilles mœurs s'y conservent, par exemple le dicton : « Du côté de la barbe est la toute-puissance » garde encore toute sa vertu dans les années 1820. Une fois par semaine, ils vont porter leurs denrées à la ville voisine, où leur voix haute et brusque, leur patois rude, leur immobilité dans la foule, leurs vêtements gris et leurs longs cheveux sans poudre, leur ont valu le sobriquet de « sangliers ». Un cultivateur sait ordinairement faire un peu de tout à cette époque. Il est souvent maréchal, charron, charpentier, tonnelier, tisserand, laboureur et marchand de bestiaux tout ensemble. Le blé, le seigle, l'orge, l'avoine, le foin, le trèfle, les pois, les vesces, les racines, le chanvre et le lin, les pommes, les poires, les taillis, l'éducation des bœufs, des moutons, des cochons, des chevaux, leur amélioration, celle des oies et des volailles, occupent toute l'année le ménage champêtre et se trouvent souvent réunis dans une ferme de 25 hectares ou de 50 arpents d'étendue. 
La fermière, qu'on appelle la « maîtresse » et qui nomme son mari son « maître », quelque lasse qu'elle soit, ne s'assied jamais à table avec ses domestiques mâles. Elle leur fait la cuisine, les sert et mange debout, ainsi que toutes les femmes ou filles sans exception. Le maître est à table avec eux et mange à la gamelle. Si la fermière accouche, on demande : « Est-ce un gars ? ». Quand le contraire arrive, on dit : « Ouen, ce  n'est qu'une créature » (une fille). En effet, un homme a ici quatre ou cinq fois autant de valeur qu'une femme à cette époque. Telle forte et robuste servante, propre à tous les gros ouvrages, ne gagne que 36 francs et sa nourriture par an, tandis qu'un laboureur est payé de 150 à 200 francs pour l'année. D'autre part, l'hospitalité et la charité, sont exercées par les campagnards dans toute leur étendue en 1823. À cette époque les mœurs sont assez pures dans les campagnes et surtout dans l'aristocratie du Bocage, car il y a des rangs marqués, une vraie noblesse parmi ces paysans. La noblesse est le corps des fermiers, des propriétaires demeurant aux champs, cultivant les propriétés d'autrui ou leurs propres héritages. Cette classe se distingue généralement par des mœurs plus pures et plus sévères, plus d'intelligence, d'assurance et de fierté, plus de droiture, d'obligeance et d'hospitalité. Elle regarde comme au-dessous d'elle les marchands, les ouvriers, ou manufacturiers des villes ou des bourgs, s'ils ne sont pas propriétaires fonciers. 
Les habitants des bourgs (et des villes surtout) n'ont pas des mœurs tout à fait aussi pures et c'est peut-être un des motifs qui, joint à l'espèce d'oisiveté où les paysans les voient livrés, leur inspire, pour les bourgeois et pour les citadins, une sorte de mépris. Cependant, avec cette pureté de mœurs et cette régularité dans la conduite, il y a une très grande liberté dans les discours et une très grande crudité dans l'expression. Toutes les choses s'y nomment par leur nom propre, on y appelle un chat un chat. Les femmes et les filles sont chargées de l'accouplement des bestiaux et de la castration des volailles, elles rient des plaisanteries des hommes et des garçons, en font
elles-mêmes de fort vives et n'en sont pas ou n'en restent pas moins sages. Les chansons licencieuses, grossières et même obscènes, se chantent à la veillée et sont accueillies d'un gros rire franc par les plus honnêtes filles. Les anecdotes scandaleuses et les accidents de cocuage sont contés en patois, ils sont reçus avec délices par l'auditoire. C'est un homme qui raconte et le héros de l'aventure est ordinairement un bourgeois, un citadin, un marchand de ville ou surtout un huissier qu'ils appellent un « sergent » ou un « grenier à coups de bâton ». Sous ce point de vue, les filles et les femmes du bocage retracent trait pour trait la fameuse Marguerite de Navarre contant et écrivant les nouvelles les plus graveleuses et menant avec les propos les plus libres, la conduite la plus chaste, la plus religieuse et la plus régulière. Les campagnards aiment par ailleurs les calembours, les allusions et les métaphores.
Les mœurs des campagnards ont peu changé en 1823. La Révolution a passé sur eux comme un torrent : ils n'ont vu que des changements de propriété, des enlèvements de leurs enfants, des persécutions de leurs prêtres. La suppression de la dîme les a flattés, cependant les propriétaires en ont joui seuls, les fermiers paient toutes les contributions venues ou à venir en remplacement de la dime et de la taille. À cette époque, les baux sont encore très longs, de seize ou de douze ans. Adolphe Dureau de la Malle avait dans sa terre deux exemples de fermes occupées depuis deux cents ans par la même famille et pendant ce temps la propriété est passée dans cinq à six mains différentes. Aussi se regardent-ils comme propriétaires usufruitiers. On les désigne par le nom de leur ferme : l'homme de Pinceloup, l'homme du Breuil, l'homme d'Arcisse, etc. L'origine des noms de terre, au onzième siècle, vient d'une cause semblable. Dans la classe des campagnards, les crimes sont presque inconnus, les délits rares et même les procès peu communs. Il n'y a guère de contestations que pour des empiètements, des droits de passage et d'irrigation, encore sont-elles plus rares que dans les autres régions de France. Tous les champs sont enclos de haies et des bornes divisent les héritages limitrophes. Comme ils n'entendent rien aux lois, les partages dans les successions amènent quelquefois des procès. Cependant M. Dureau de la Malle a vu des enfants de plusieurs lits partager une succession mobilière et immobilière, de valeurs très variables et très difficiles à apprécier sans notaire, sans écrit et sans le moindre différent. Les Percherons savent très bien ce que coûte la justice et ils aiment mieux mettre les frais en engrais sur leurs champs que dans la poche des gens de loi.

#### Jours de marché
Un fermier va, les jours du marché, porter ses denrées à la ville. La fermière vend les œufs, le beurre et les volailles, c'est de son « guermant » (de son ressort). Ils débitent leurs denrées et ne parlent aux bourgeois que pour convenir du prix, les communications avec les citadins sont presque nulles. Le cheval est mis à l'auberge où on paie deux sous pour son « plaçage ». À deux heures, le mari prend sa femme en croupe et ils reviennent souvent dîner chez eux sans avoir bu ni mangé à l'auberge et sans avoir entamé le profit de leur travail. L'ordre et l'économie, base principale de toute bonne agriculture ainsi que les vertus essentielles à un cultivateur, sont portées à un haut degré dans cette contrée.

#### Chansons et danse
Les chansons de la moisson ou du mois d'août évoquent les repas que la maîtresse prépare aux « aouterons » (les moissonneurs), l'accident d'une fille qui a suivi un homme de guerre qui a quitté le pays et qui a « cassé son sabot » (perdu sa virginité), ou encore l'histoire d'une pauvrette qui est tombée dans une rivière ou dans un fossé : des gars passent, elle leur offre cent écus pour la retirer, les gars lui demandent son pucelage, elle aime mieux rester dans la rivière. Ce trait de vertu est aussi unanimement applaudi qu'ils rient de bon cœur des expressions graveleuses dont la chanson est ornée. Ces chansons se chantent en chœur, tous les ans, seulement dans la moisson et se conservent depuis un temps immémorial.
Dans beaucoup de gros bourgs, il était d'usage jusque dans la seconde moitié du XIXe siècle, de danser dès la matinée du dimanche. Les garçons et les filles de ferme venaient des hameaux voisins et cela en toute saison pour assister à la messe de six heures. L'office terminé, ils se rendaient sur une place ou dans une grange, dansaient quelques danses, buvaient « une goutte », mangeaient un « carquelin » (crequelin, petite galette), puis retournaient à la ferme afin que les maitres puissent à leur tour se rendre à la grande messe de dix heures. 

#### Superstitions
Les superstitions populaires, les croyances aux revenants, aux esprits, aux follets et aux loups-garous, étaient plus communes et plus fortes chez les habitants en 1793 par rapport à 1823. La raison évidente, selon M. Dureau, est qu'ils faisaient moins de commerce, marchaient moins la nuit et se familiarisaient moins avec les objets de leurs terreurs qu'ils ne le font en 1823. Les femmes ne sortent jamais la nuit, surtout seules. Les feux des marais, les bois phosphoriques, les souches bizarres et les charognes éclairées par ces lueurs, ont fait naître et perpétuent parmi elles les croyances de fallots, de bêtes et de loups-garous. Les meuniers et les marchands de bestiaux qui voyagent la nuit en sont exempts, par contre les autres doivent encore y être soumis longtemps.

#### Amants et chasteté
C'est un phénomène qu'une fille de fermier ait eu un amant déclaré, ou qu'elle fasse un enfant avant le mariage, leur exemple influe sur la classe des servantes. La chasteté est, pour les filles ou femmes de fermiers, ce qu'était le point d'honneur pour les gentilshommes. L'usage a établi des lois sévères qui contribuent à la maintenir car, si une servante de ferme a un amant et est surprise ou devient grosse, elle est tout de suite chassée sans pitié. Il s'ensuit qu'elle ne peut se placer nulle part et ne peut plus se marier à personne. Si le séducteur, qui n'est pas soumis aux mêmes peines, ne veut pas l'épouser, elle est obligée de nourrir son enfant et d'aller mendier hors du canton pour soutenir son existence. Lorsque l'accident arrive à une fille de fermier, toute la famille se regarde déshonorée et porte le deuil pendant deux ans.

#### Langage et enseignement
En 1803, très peu de paysans et de fermiers savaient lire, bien moins savaient écrire. En 1823 les écoles sont pleines, les pères et mères qui n'ont jamais lu veulent que leurs enfants soient « savants », non de l'Académie des sciences, ils ne portent pas encore leurs désirs si haut, mais qu'ils sachent lire, écrire, faire une quittance, toiser un tas de marne, rédiger un marché, etc. Ils les mettent dans la ville voisine en demi-pension, s'en privent pendant six à sept ans, consacrent tout leur superflu à cette grande œuvre et obtiennent pourtant très peu de succès. En 1823, les enfants apprennent jusqu'à sept ans la langue percheronne, mancelle ou normande de leurs mères, leurs nourrices, leurs parents, ou leurs domestiques.
On leur apprend à l'école à lire et à parler français, mais ils ont de la peine pour cela. Sachant que sortis de l'école, ils parlent en dialecte et on leur parle en dialecte, ils apprennent et ils oublient sans cesse, ce sont deux langues à retenir. La langue française est pour les Percherons comme une langue morte à cette époque, alors que le dialecte est leur langue vivante. À treize ou quatorze ans, ils savent enfin lire, écrire et compter approximativement. Ils font leur première communion, reviennent à la ferme et apprennent le métier de laboureur ou de marchand de bestiaux. Ils ne lisent plus, écrivent encore moins, font peu ou pas d'affaires par écrit, manient la faux ou la charrue, la pioche ou la hache ; c'est alors que le savoir de l'école s'en va. D'un autre côté, certains parents cherchent à se rapprocher de la prononciation du français standard dans la première moitié du XIXe siècle. Par exemple, ils ne prononcent plus « uit » au lieu de œil, « fao » au lieu de fou et « fa » au lieu de foi.
D'autre part, les campagnards percherons ne sachant ni lire ni écrire, isolés des connaissances, de l'instruction, des sociétés d'agriculture et des nouveaux procédés de cultivation ou d'assolement, ont devancé ou ont suivi de très près les progrès de l'amélioration de la culture en France.

#### Costumes

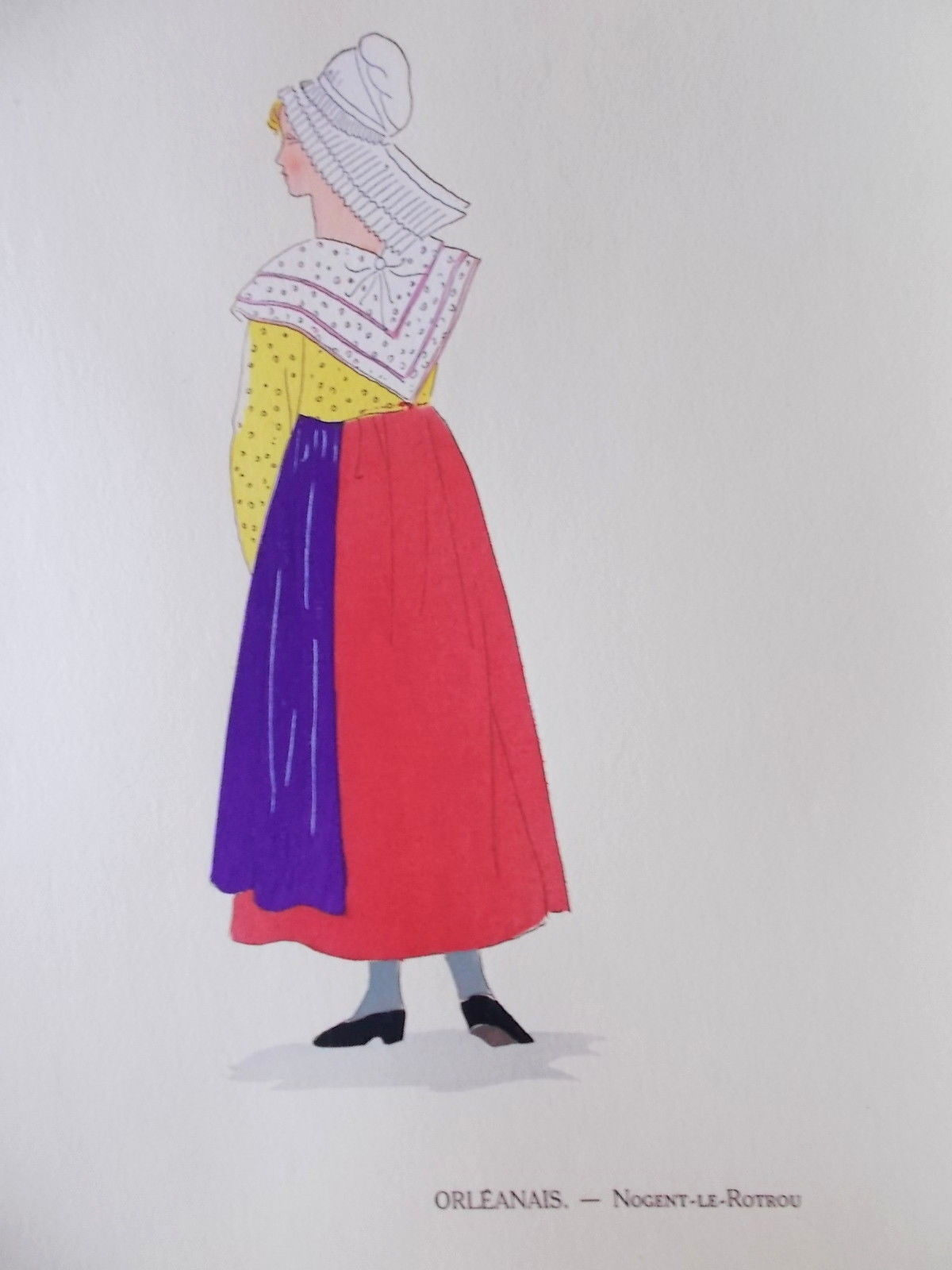
Costume de Nogent-le-Rotrou.

Vers 1803, un Percheron habitant les campagnes n'employait, pour son habillement, presque aucun produit de l'industrie, presque aucun objet manufacturé. Ses bouleaux, ses aulnes, ses noyers et surtout ses hêtres, lui fournissaient en 1803 et lui fournissent encore en 1823 les sabots forts et légers qui sont la meilleure chaussure dans un terrain frais et argileux qui est sujet, par son élévation et par l'abondance des arbres dont il est couvert, à des pluies fréquentes. La paire de gros souliers ferrés qui dure souvent cinq à six ans est faite, pour la semelle, avec deux cuirs de bœuf les plus forts. Quant à l'empeigne, elle est faite avec du cuir de vache et est presque imperméable à l'eau et même à la rosée. Cette chaussure sert pour les charrois éloignés, pour la chasse et pour les voyages.
À cheval, le Percheron porte des gallicelles ou guêtres de cuir et des houseaux, espèce de botte forte en cuir sans pied et qui s'attache avec deux courroies et deux boucles. Ses bas et ses chaussons sont fabriqués avec de l'« étain », une sorte de laine grasse formée de la dépouille mêlée de ses moutons, dont un tiers est noir et deux tiers blancs. Ce mélange produit une couleur gris de boue, extrêmement solide, ce qui lui a valu le nom d'« étain » ; la laine blanche fine a pris par extension le même nom. Ses culottes, son gilet, sa veste ou son habit, sont faits de cette même laine qui est filée pendant les longues soirées d'hiver, par sa femme ou ses filles, tissue chez lui et foulée au moulin à eau et à foulon qui mout sa « monnoie », c'est-à-dire la somme de grain que la famille consomme en huit jours.
L'homme ne portait point de cravate, sa tête était couverte d'un bonnet de laine grise ou rouge ; la femme était habillée de la même étoffe. Leurs chemises sont faites avec le chanvre cultivé, filé et tissé par eux, ils n'étaient donc pas tributaires du commerce et de l'industrie. Sauf les hommes pour leur mouchoir de nez (encore que leurs doigts en faisaient souvent l'office) et les femmes pour leurs mouchoirs de cou, de nez, ainsi que pour leurs corps à baleines qu'elles portaient encore en 1793 comme du temps de François Ier. Le mari avait pour les beaux jours un grand chapeau à la Basile qui se transmettait de génération en génération, cependant la mode a vaincu les vieilles habitudes en 1823, le luxe a gagné les chaumières. Les filatures de coton établies dans cette région y ont introduit le goût et l'usage des cotonnades peintes. Le corps à baleines a été abandonné pour un simple corset sans baleine. Les escarpins à cordons, les croix d'or, les déshabillés de toiles peintes, les tabliers de mousseline, les grands bonnets de mousseline brodée, les bas de coton blancs ou bleus, remplacent aux jours de foires, d'assemblées ou de noces, l'antique et simple parure. Les hommes portent aussi des gilets de coton, des habits de drap manufacturé et de la poudre les jours de cérémonie.

### XXesiècle
Situé entre le Beauceron et le Normand le Percheron possède, selon Félix Chapiseau, quelques-uns des vices et des vertus de ses deux voisins au début du XXe siècle, mais il a surtout les siens propres et ce mélange lui donne une physionomie particulière. Vivant au milieu de ses cultures, de ses prés ou de ses bois, il est casanier et attaché à son sol. Il va chaque semaine à la ville porter au marché ses produits nombreux et rémunérateurs. Il n'a ni la vivacité ni la franchise du Beauceron. Si comme le Beauceron le Percheron est devenu laboureur, comme le Normand, il est devenu processif en ce début de siècle. Les Percherons ont la démarche lourde, les gestes lents et embarrassés. Leur caractère se ressent d'une sorte de réserve qui se fait sentir dans la conversation, dans les manières et jusque dans les transactions commerciales. Les nouvelles générations s'améliorent sans cesse, elles ont moins de nonchalance et plus d'ambition que leurs ancêtres, cependant elles n'aiment pas les innovations en agriculture.
Grâce aux produits variés de son sol, le Percheron est moins sobre que le Beauceron et pourtant il vit de peu. Avec un lopin de terre, un « clos » et une chaumière, il se contente de la « goulée de biénasse » (rente annuelle de quelques centaines de francs). Certains Percherons se retirent à la ville, mais la plupart rêvent de devenir, sur leurs vieux jours, conseillers municipaux et marguilliers de leur village. Car le Percheron est crédule et dévot, mais d'une dévotion plus vive qu'éclairée qui s'attache surtout au pompes extérieures du culte. Il est superstitieux et raconte de singulières et curieuses légendes au sujet des pierres druidiques assez nombreuses en cette contrée. Tout comme la Beauce, le Perche voit disparaitre peu à peu les pratiques et les croyances superstitieuses à cette époque. Au physique comme au moral, le Percheron a suivi le progrès. Disparus comme en Beauce, l'habit bleu clair à larges basques, aux boutons de métal brillant, la culotte courte, le gilet à fleurs et le chapeau à larges bords, costume vénéré que l'on n'endossait que dans les grandes circonstances, celles qui font époque dans la vie d'un homme. Le vêtement commun est désormais la blouse bleue piquée de fil blanc au col et l'inévitable chapeau rond. Le Percheron a les lèvres et le menton rasés, les favoris encadrent sa figure. Les femmes ont abandonné la « coiffe de bois » monumentale de leurs grand-mères. Les coiffes que l'on rencontre encore au commencement du XXe siècle sont de proportions raisonnables ; antérieurement, quelques-unes ornées de dentelles, valaient jusqu'à cent francs.
Les « assemblées » sont très suivies et très dansantes, chacun s'en retourne avec sa chacune, se tenant par la main, les deux petits doigts enlacés. La danse est le loisir favori du Perche. Le Percheron est aussi mélomane, s'il chante volontiers seul en travaillant, il sait, à l'occasion, moduler harmonieusement sa partie dans des chœurs. Le Percheron est très accueillant envers l'étranger, il offre facilement le pichet de cidre que l'on déguste dans la pièce où se trouve le lit monumental aux rideaux de serge verte. Le mobilier est rustique, le sol n'est pas toujours carrelé, mais tout y est propre et reluisant : c'est le « luxe » de la maitresse de maison. On trouve dans celle-ci un « dressoir » où s'étale la vaisselle à fleurs bleues ; au mur, l'image de première communion et les chromos encadrent un bouquet d'épis de blé, qui est l'orgueil du maitre de la propriété. Beaucerons et Percherons sont, en bien des points, de tempérament très différent. Cependant ces archétypes du paysan ont beaucoup de qualités communes. Parmi ces qualités Félix Chapiseau cite leur bon sens, ils possèdent selon lui une grande droiture d'intelligence et de jugement. Mais si dans la conversation ils se font remarquer par la justesse de leurs raisonnements, ils ne brillent pas par la forme du langage. Le débit de parole est plus rapide chez les Beaucerons que chez les Percherons et la phrase, qui se termine chez les premiers en baissant quelque peu la voix, prend chez les seconds un ton quasi interrogatif.

## Migrations

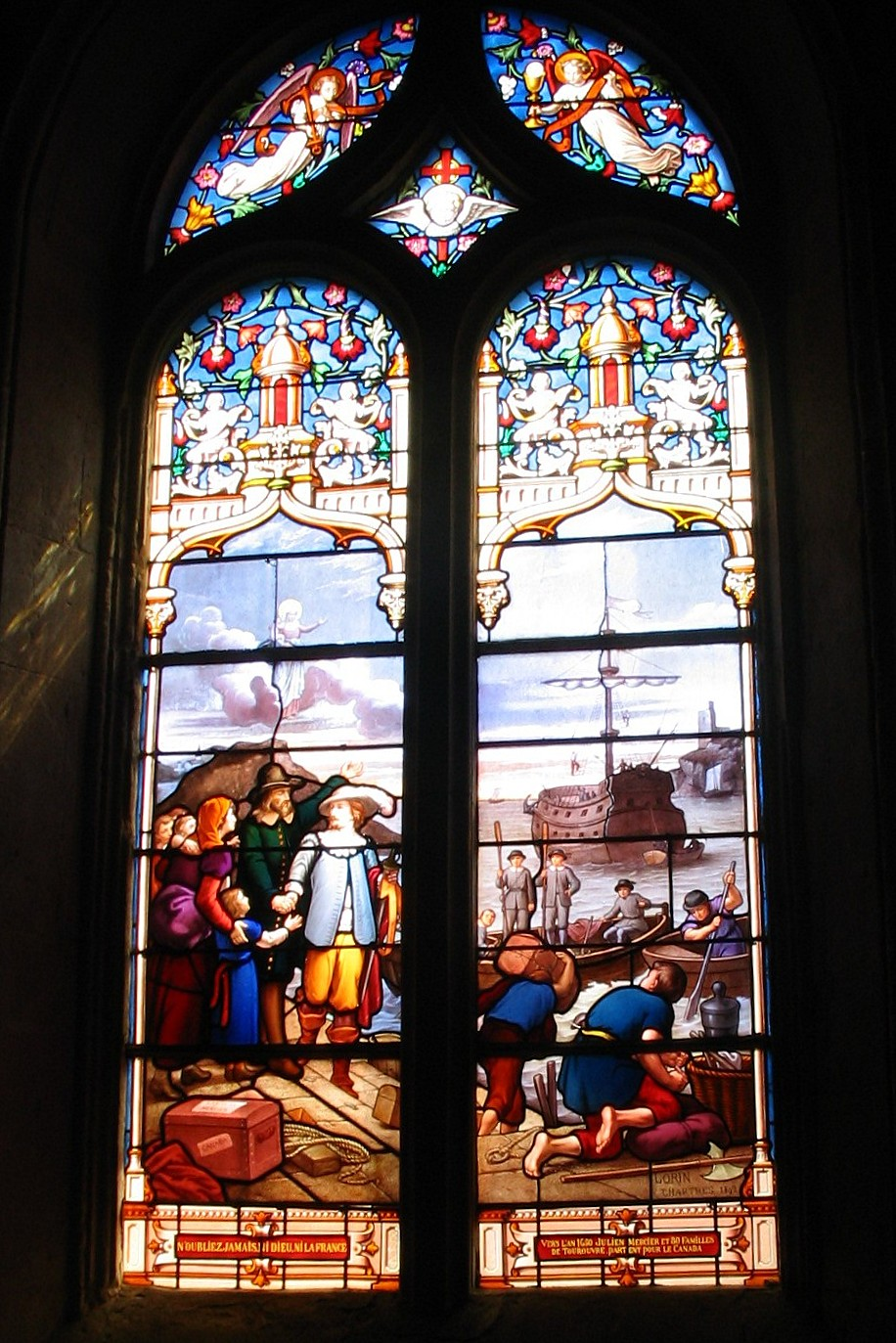
Vitrail de l'église de Tourouvre, relatant le départ de Julien Mercier pour l'Amérique en 1647.

Sur le plan migratoire hors de France, les Percherons sont notamment connus pour avoir migré au Canada, ils étaient environ 300 à partir sous l'initiative de Robert Giffard à partir de 1634. Dans l’histoire générale du Canada, ces pionniers fondateurs n’ont pas été les plus nombreux, mais ils ont été les premiers, sachant que l'émigration percheronne a duré jusqu’à la fin du XVIIe siècle. Mme Françoise Montagne a pu établir que les émigrants percherons étaient au nombre de 146 adultes, ils ne représenteraient donc que 4,3 % de l'effectif des Français ayant migré en Nouvelle-France. D'autres chiffres, incluant probablement les enfants nés en France de ces premiers migrants, font état de 250 pionniers, ce qui amène le pourcentage autour de 7 %.
Malgré le faible apport de Percherons, les noms de ces individus se retrouvent dans de nombreuses généalogies de familles canadiennes au XXIe siècle. Un chiffre très approximatif évalue au nombre d'un million et demi le nombre de descendants directs de ces ancêtres fondateurs venus du Perche. Quoi qu'il en soit, ils représentent une partie des ancêtres des Canadiens français. Par ailleurs, l’association Perche-Canada, fondée en 1956, a pour objet de renouer les liens entre les habitants du Perche contemporain et les descendants des émigrants fondateurs.